# Villy-lez-Falaise
Villy-lez-Falaise település Franciaországban, Calvados megyében. Lakosainak száma 269 fő (2022. január 1.). Villy-lez-Falaise Damblainville, Eraines, Fresné-la-Mère, La Hoguette és Morteaux-Coulibœuf községekkel határos.

## Népesség
A település népessége az elmúlt években az alábbi módon változott:
| Lakosok száma | 215  | 190  | 248  | 243  | 277  | 278  | 273  | 269  | 265  | 269  |
|               | 1968 | 1982 | 1990 | 2006 | 2013 | 2015 | 2017 | 2019 | 2020 | 2022 |